# Élections constituantes de 1946 dans la Vienne
Les élections constituantes françaises de 1946 se tiennent le 2 juin. Ce sont les deuxièmes élections constituantes, après le rejet du projet de Constitution française du 19 avril 1946 lors du référendum du 5 mai.

## Mode de scrutin
L'assemblée constituante est composée de 586 sièges pourvus au scrutin proportionnel plurinominal suivant la règle de la plus forte moyenne dans chaque département, sans panachage ni vote préférentiel.
Dans le département de la Vienne, quatre députés sont à élire.

## Élus
| Député sortant      | Parti | Parti  | Député élu ou réélu | Parti | Parti |
| ------------------- | ----- | ------ | ------------------- | ----- | ----- |
| Alphonse Bouloux    |       | PCF    | Alphonse Bouloux    |       | PCF   |
| Fernand Maillocheau |       | PCF    | Fernand Maillocheau |       | PCF   |
| Pierre Abelin       |       | MRP    | Pierre Abelin       |       | MRP   |
| Luc Levesque        |       | Paysan | Henri Gallet        |       | MRP   |

## Résultats

### Résultats à l'échelle du département
| Parti    | Parti      | Tête de liste    | Résultats | Résultats | Sièges |  |
| Parti    | Parti      | Tête de liste    | Voix      | %         |        |  |
| -------- | ---------- | ---------------- | --------- | --------- | ------ |  |
|          | MRP        | Pierre Abelin    | 54 372    | 34,55     | 2 1    |  |
|          | PCF        | Alphonse Bouloux | 45 405    | 28,85     | 2      |  |
|          | RGR        | Georges Maurice  | 21 573    | 13,71     | -      |  |
|          | SFIO       | Georges Delaunay | 19 321    | 12,28     | -      |  |
|          | Paysan-PRL | Luc Levesque     | 10,62     | 10,62     | - 1    |  |
|          |            |                  |           |           |        |  |
| Inscrits | Inscrits   | Inscrits         | 201 694   | 100,00    | 4      |  |
| Votants  | Votants    | Votants          | 160 081   | 79,37     |        |  |
| Exprimés | Exprimés   | Exprimés         | 157 386   | 8,32      |        |  |